# 拉哇乡
拉哇乡（藏語：ལྷག，意为“无与伦比（的好地方）”），是中华人民共和国四川省甘孜藏族自治州巴塘县下辖的一个乡镇级行政单位。位于金沙江畔，金沙江西面即是西藏自治区昌都地区的芒康县。面积142平方公里。境内有拉哇水电站。
民国三十七年（1948年），拉哇及洛必均属怀远乡。1958年成立拉哇乡。

## 行政区划
拉哇乡下辖以下地区：
拉哇村、洛毕贡村、郎根村、毕英村和索英村。